# Richard Levis McCormick
Richard Levis McCormick (New Brunswick, 1947. december 26. –) történész, a Rutgers Egyetem 19., valamint a Washingtoni Egyetem 29. rektora.

## Fiatalkora
McCormick 1947-ben született a New Jersey állambeli New Brunswickben; édesapja Richard P. McCormick egyetemi tanár, édesanyja pedig Katheryne C. Levis.
Diplomáit az Amherst Főiskolán és a Yale Egyetemen szerezte.

## Pályafutása

### A Rutgers Egyetem oktatójaként
1976 és 1992 között a Rutgers Egyetem alkalmazásában állt; édesapjával történelmet oktattak, három éven át pedig a Művészettudományi Kar dékánja volt. 1985-ben a John Simon Guggenheim Emlékalapítvány és a Woodrow Wilson Nemzetközi Ösztöndíjközpont tagja volt.

### Az Észak-karolinai Egyetem kancellárhelyetteseként
1992 és 1995 között az Észak-karolinai Egyetem Chapel Hill-i telephelyének kancellárhelyettese volt. Regnálása alatt az intézmény egy feketék számára fenntartott kulturális központot kívánt létrehozni. A hatóságok több mint egy tucat, az építkezés ellen ülősztrájkoló hallgatót előállítottak; a projekt ellenzői szerint az kulturális megosztottságot eredményezne. McMormick meggyőzte az egyetemi polgárokat a központ hasznosságáról, és adománygyűjtésbe kezdett a megvalósításért. A Sonja Haynes Stone Fekete Kulturális és Történelmi Központ 2004-ben nyílt meg.

### A Washingtoni Egyetem rektoraként
A Washingtoni Egyetem rektori posztját 1995 és 2002 között töltötte be. Ugyan az állami források csökkentek, McCormick intézkedéseinek köszönhetően a diplomaszerzési arány 1995 és 2000 között 67%-ról 72%-ra növekedett. Az oktatók számára évente körutazást szervezett, hogy bővüljön látókörük. Később bejelentette, hogy pályafutását a Rutgers Egyetemen folytatja; ennek oka az igazgatótanács általi nyomásgyakorlás, mivel McCormicknak szerelmi viszonya volt egy munkatársával.

### A Rutgers Egyetem rektoraként
2002 decembere és 2012 júniusa között a Rutgers Egyetem vezetője volt. Nevéhez két nagyobb átalakítás fűződik: a New Brunswick-i kampusz alapképzési programjainak szervezeti reformja, valamint a New Jersey-i Orvostudományi és Fogorvosi Egyetem beolvasztása.
2004-ben megbeszélést kezdeményezett az egyetemi polgárokkal az alapképzés átalakításáról, mivel szerinte az intézmény küldetését kutatóegyetemként tudná leginkább teljesíteni. Az igazgatótanács elfogadta tervét, amivel az alapképzési programok két szervezeti egységben (Művészettudományi Iskola, illetve Környezet- és Biológiatudományi Iskola) csoportosítanák. A tervezetet sokak kritizálták, mivel szerintük beavatkozna az intézmény kulturális életébe. A változtatások a 2007–2008-as tanévben léptek életbe.
2011 januárjában McCormick támogatta a New Jersey-i Felsőoktatási Munkacsoport javaslatát, amely a Robert Wood Johnson Orvostudományi Iskolát, valamint a New Jersey-i Orvostudományi és Fogorvosi Egyetem két egységét a Rutgersbe olvasztaná. Egy év múlva Chris Christie kormányzó és az általa kijelölt orvosképzési bizottság a Rutgers camdeni campusát a Rowan Egyetemhez csatolta volna. A végül elfogadott változtatások értelmében a camdeni telephely a Rutgers része maradt; az orvostudományi egyetem szervezeti egységei az egyetemi kórház és az oszteopátiás klinika kivételével a Rutgersbe olvadnak. A szervezeti átalakítás 2013. július 1-jén lépett életbe.
McCormick igyekezett az egyetem és New Jersey állam kapcsolatait szorosabbra fűzni. A 2008-ban elindított Ruthers Against Hunger célja ételbankok felállítása, valamint a helyes táplálkozás oktatása és az éhínség elleni küzdelem.
2007-ben bejelentette, hogy egy 13 milliárdos névtelen adománynak köszönhetően átalakítják a Livingston campust. 2008-ban megnyílt a jogi iskola új kampusza, 2009-ben pedig az üzleti iskola új helyre költözött. 2006-ban a New Brunswick-i campus zöldítését tervezte, azonban a terveket többen is túlságosan „modernnek”, a történelmi épületekhez nem illeszkedőnek találták. A projektet 2009-ben finanszírozási problémák miatt leállították.
2010-ben „A mi Rutgersünk, a mi jövőnk: a kiválóság kampánya” néven egymilliárd dolláros adománygyűjtést indult.
2011. május 31-én hivatalosan is bejelentette lemondását; munkaviszonya 2012. június 30-án szűnt meg. Később visszatért a történelemoktatáshoz; rektorként eltöltött éveiről Raised at Rutgers: A President’s Story címmel könyvet írt, amelyet 2014-ben publikált az egyetemi könyvkiadó.

## Családja
Felesége Joan Barry McCormick újságíró. McCormicknak három gyermeke (Betsy, Michael és Katie) van; kettő az előző, Suzanne Lebsock történészprofesszorral való házasságából.

## Művei
- From Realignment to Reform: Political Change in New York State, 1893–1910. (angolul) Ithaka (New York): Cornell University Press. 1981.  ISBN 0-8014-1326-5
- Richard Levis McCormick – Arthur S. Link: Progressivism. (angolul) Arlington Heights (Illinois): Harlan Davidson. 1983.  ISBN 0-88295-814-3
- Political Parties and the Modern State. (angolul) New Brunswick (New Jersey): Rutgers University Press. 1984.  ISBN 0-8135-1027-9
- The Party Period and Public Policy: American Politics from the Age of Jackson to the Progressive Era. (angolul) New York: Oxford University Press. 1986.  ISBN 0-19-504784-2
- Public Life in Industrial America, 1877–1917. (angolul) Washington (főváros): American Historical Association. 1997.  ISBN 0-87229-091-3
- Raised at Rutgers: A President’s Story. (angolul) New Brunswick (New Jersey): Rutgers University Press. 2014.  ISBN 978-0-8135-6474-6

## Fordítás
- Ez a szócikk részben vagy egészben  a   Richard Levis McCormick című angol Wikipédia-szócikk ezen változatának fordításán alapul.  Az eredeti cikk szerkesztőit annak laptörténete sorolja fel. Ez a jelzés csupán a megfogalmazás eredetét és a szerzői jogokat jelzi, nem szolgál a cikkben szereplő információk forrásmegjelöléseként.